# Paralepista
Paralepista Raithelh. – rodzaj grzybów z rzędu pieczarkowców (Agaricales).

## Systematyka i nazewnictwo
Pozycja w klasyfikacji według Index FungorumIncertae sedis, Agaricales, Agaricomycetidae, Agaricomycetes, Agaricomycotina, Basidiomycota, Fungi.
Gatunki występujące w Polsce
- Paralepista flaccida (Sowerby) Vizzini 2012 – tzw. gąsówka rudawa
- Paralepista gilva (Pers.) Raithelh. 1996 – tzw. gąsówka płowa

Wykaz gatunków (nazwy naukowe) na podstawie Index Fungorum, wykaz gatunków i nazwy polskie według W. Wojewody.